# Grainville-sur-Odon
Grainville-sur-Odon är en kommun i departementet Calvados i regionen Normandie i norra Frankrike. Kommunen ligger i kantonen Tilly-sur-Seulles som ligger i arrondissementet Caen. År 2022 hade Grainville-sur-Odon 1 078 invånare.

## Befolkningsutveckling
Antalet invånare i kommunen Grainville-sur-Odon
Referens: INSEE